# Estação Tirso de Molina
Tirso de Molina é uma estação da Linha 1 do Metro de Madrid.

## História
A estação começou a operar em 26 de dezembro de 1921. Entre os anos de 1921 a 1939, era nomeada como Estação Progresso.